# 硫酸銅(II)
硫酸銅(II)（りゅうさんどう に、英: copper(II) sulfate,sulphate、化学式 CuSO4）は、銅(II)イオンと硫酸イオンのイオン化合物である。

## 性質
無水物は白色の粉末である。水和物として、有名な青色の三斜晶系結晶（五水和物）の他に、一水和物、三水和物、七水和物があり、水に易溶で水溶液は青色を示す。中学校および高校の理科の実験に用いられることから馴染み深い化合物である。しかし、重金属である銅による毒性があるために取り扱いには注意を要し、毒物及び劇物取締法により医薬用外劇物に指定されている。
五水和物で、特に鉱物として自然産出するものは、胆礬（たんばん）とも呼ばれている。これは銅山の古い坑道の内壁などで、地下水から析出して結晶となっているものを得ることができる。主に霜柱状、若しくは鍾乳石状の形で産出することが多い。銅の錆である緑青にも含まれる。三水和物はボナッティ石
（Bonattite）、七水和物はブース石として産出するが希少である。

## 無水物の製法
硫酸銅(II)水和物の加熱脱水で得られる、白色粉末状の物質である無水物は、脱水時に加熱しすぎると更に反応が進み、黒色の酸化銅(II)と三酸化硫黄に分解する。無水物をつくる際は火加減に十分注意しなければならない。
- 脱水 : {\displaystyle {\ce {CuSO4\cdot 5H2O->CuSO4\ +5H2O}}}
- 分解 : {\displaystyle {\ce {CuSO4 -> CuO\ + SO3}}}

硫酸銅(II)五水和物を加熱すると、すぐに結晶から結晶水由来の水分がにじみ出てくるが、質量を測定している場合は決してガラス棒などで触れてはいけない。なぜなら、ガラス棒などで触ると、にじみ出た水に溶けている硫酸銅(II)がガラス棒に付着し、その分だけの重さが減るためである。

## 用途
水溶液は銅めっきや銅の電解精錬の電解液、エッチング、顔料、殺菌剤（ボルドー液）の原料、媒染剤、防腐剤、糖検出薬であるフェーリング液やベネジクト液の原料、血液の比重検査などに用いられる。無水物は強力に水を吸着するので、アルコール類を厳密に乾燥させるときの脱水剤として用いられる。また、水溶液の溶解度が温度によって大きく変化するので、飽和水溶液の冷却による再結晶が容易であり、また五水和物の結晶が美しいことから、大結晶の成長実験が理科教育の実験教材としてしばしば取り上げられる。殺菌作用を持ち、熱帯魚や海水魚を飼育する際の白点病の治療薬として用いられることもある。ビウレット反応で使われることもある。
銅は微量必須元素であるが、ほとんどの食物に含まれており銅の欠乏症は起こらない。ただし、人工乳に100％依存する乳児では母乳代替食品に銅の添加が必須であり、他の銅塩より水溶性の高い硫酸銅が、指定された濃度以下での食品添加物として認められている。同様に、人工栄養補給に依存する患者に対する必須元素である銅の補給のために用いられる。
薬用としては、化膿性皮膚疾患（おでき）の膿を排出させる吸出膏である「たこの吸出し」の主成分である。
殺虫剤などにも使用されるが、収穫後色落ちしたオリーブに鮮やかな緑色を着けるため、不法に硫酸銅をコーティングする事例も見られる。